# Mollisinopsis indica
Mollisinopsis indica är en svampart som först beskrevs av Arendh. & R. Sharma, och fick sitt nu gällande namn av Arendh. & R. Sharma 1984. Mollisinopsis indica ingår i släktet Mollisinopsis och familjen Helotiaceae.   Inga underarter finns listade i Catalogue of Life.